# Gilbert de Turberville (Adliger, † vor 1349)
Gilbert de Turberville (auch Gilbert IV de Turberville) († vor 1349) war ein englischer Adliger.

## Leben
Gilbert de Turberville entstammte der Familie Turberville, die seit dem frühen 12. Jahrhundert zu den wichtigsten Vasallen der Lords of Glamorgan in Südostwales gehörten. Er war ein Sohn von Payn III de Turberville, der spätestens 1327 starb. Von ihm erbte er Coity Castle und weitere Besitzungen in den Welsh Marches. 1336 konnte Turberville Llandimore auf Gower zurückerwerben, das seine Vorfahren bereits um 1219 erworben hatten. 1337 wurde er lebenslang zum Verwalter der königlichen Burg Cardigan Castle und von Cardiganshire ernannt. 1346 nahm er an der Belagerung von Calais teil. Unter ihm wurde der von seinem Vater begonnene Ausbau von Coity Castle abgeschlossen.
Turberville heiratete Cicely, eine Tochter von John, Lord Beauchamp aus Hache. Mit ihr hatte er mindestens einen Sohn, Gilbert V. Dieser erbte seine Besitzungen, starb aber bereits 1350 kinderlos. Damit erbte Richard II de Turberville, ein Bruder von Gilbert IV., die Besitzungen der Familie.